# Talcy (Yonne)
Talcy ist eine französische Gemeinde mit 83 Einwohnern (Stand 1. Januar 2022) im Département Yonne in der Region Bourgogne-Franche-Comté (vor 2016 Bourgogne); sie gehört zum Arrondissement Avallon und zum Kanton Chablis (bis 2015 Guillon).

## Geographie
Talcy liegt etwa 53 Kilometer südöstlich von Auxerre. Umgeben wird Talcy von den Nachbargemeinden Thizy im Norden und Westen, Marmeaux im Norden und Osten, Santigny im Osten, Guillon im Süden sowie Montréal im Süden und Südwesten.

## Bevölkerungsentwicklung
| Jahr                      | 1962 | 1968 | 1975 | 1982 | 1990 | 1999 | 2006 | 2013 |
| Einwohner                 | 137  | 103  | 81   | 57   | 72   | 63   | 86   | 88   |
| Quelle: Cassini und INSEE |      |      |      |      |      |      |      |      |

## Sehenswürdigkeiten
- Kirche Saint-Pierre, seit 1926 Monument historique

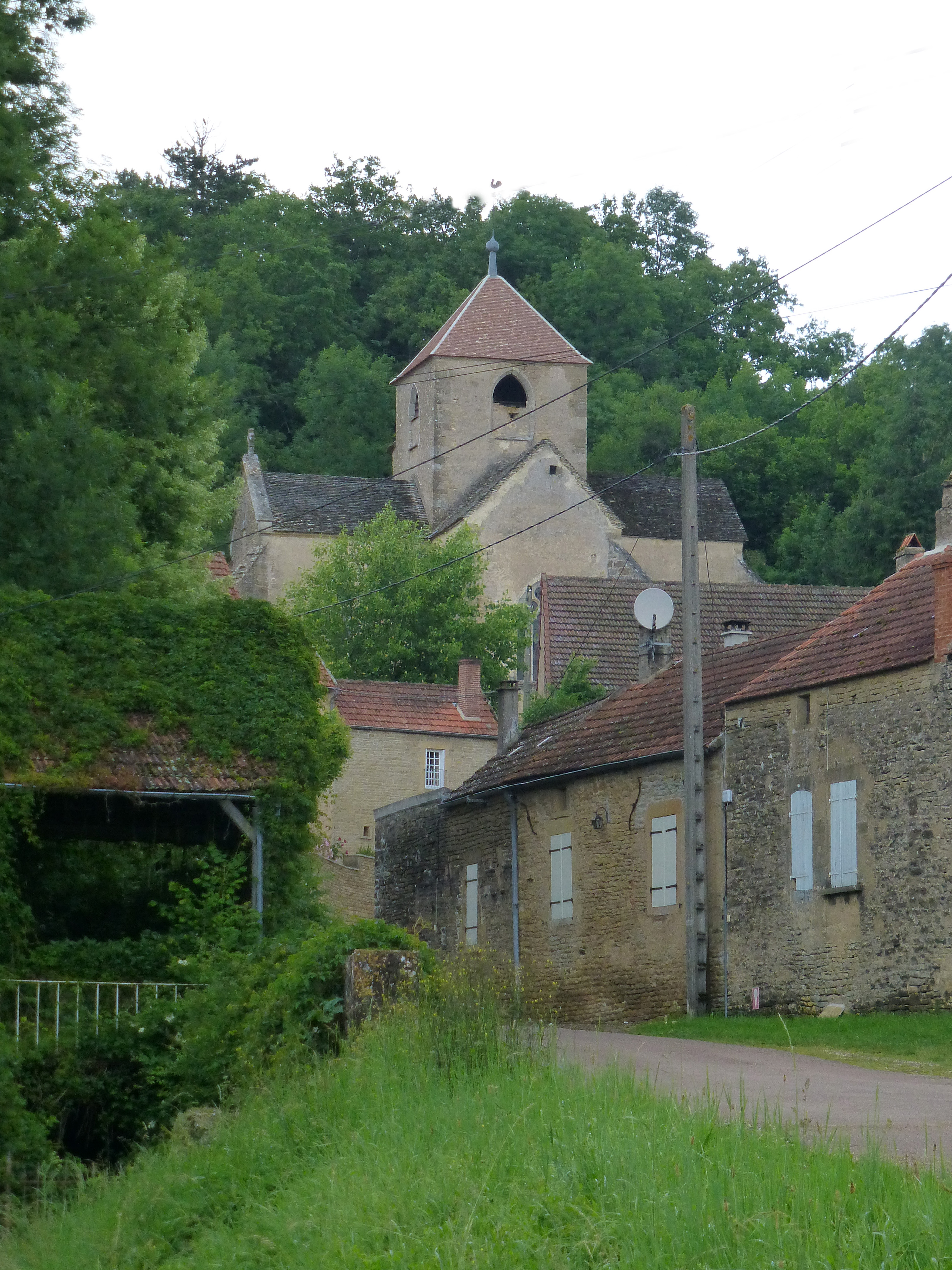
Kirche Saint-Pierre